# Jockey Club de Belgique

Le Jockey Club de Belgique est l'autorité officielle de courses de galop en Belgique. Il fut fondé le 3 septembre 1873 et constitué par le prince Philippe de Belgique (1837-1905).
Le Jockey Club a été remplacé par le BFP aslb. Ce BFP est cependant dans un état illégal car les courses de chevaux relèvent de la compétence régionale. Cependant, les politiciens ne répondent pas et laissent l'illégalité se poursuivre. Avec toutes ses conséquences.

## Historique
D 'après le Journal des Haras de 1836, un premier JOCKEY CLUB fut créé avec les mêmes objectifs qu'en France : développer l'élevage des chevaux, encourager les courses et donner des appuis aux chasses à courre. M.Simonis de Brabançon et M. Duval de Beaulieu, dans cette optique, mettent leurs meutes à disposition pour chasser en forêt de Soignes. Collet d'habit vert orné d'un cor de chasse, plaque de sociétaire de la Sté d'Encouragement (Jockey Club).